# سنجاقک‌های برکه سبز
سنجاقک‌های برکه سبز فیلمی به کارگردانی  و نویسندگی علی قوی تن ساختهٔ سال ۱۳۸۹ است.

## بازیگران
- حسین اسماعیلی
- روناک پوریادگار
- امیررضا زرین بخش
- حامد کیازال
- محمد کیاصادری
- آرتمیس گلبازیان
- رامبد زارع
- دانیال خنیاگر
- آرمان جعفرزادگان
- پارسا میرداماد
- محمدرضا حقدوست
- محمدامین اشرف پور
- علیرضا میرزاحسینی
- محمد رستگار
- امیرحسین روزبهانی
- پارسا وهابی
- امید بهرامی فر
- علیرضا خضری